# Ieropigí
Ieropigí, en grec moderne : Ιεροπηγή, est un village du dème de Kastoriá, district régional de Kastoriá, en Macédoine-Occidentale, Grèce.
Selon le recensement de 2011, la population du village compte 294 habitants.
En 1996, la mine de Kastoriá est mise en service, avec l'exploitation du gisement de latérite nickelifère de Ieropigí. Au début du XXIe siècle, elle comprend deux gisements, dont deux sont exploités en ciel ouverts à l'est du village. La production annuelle de cette mine se situe entre 350 000 et 400 000 tonnes de minerai d'une teneur en nickel d'environ 1,35 %.